# Hilding Sallnäs
Sven Hilding Sallnäs, född den 11 mars 1902 i Vislanda församling, Kronobergs län, död den 23 december 1989 i Nässjö, var en svensk folkhögskoleman. Han var bror till Torsten Sallnäs, Ragnar Sallnäs och Birger Sallnäs.
Sallnäs avlade studentexamen i Växjö 1922 och filosofisk ämbetsexamen i Lund 1928. Han var ämneslärare vid Vindelns och Sörängens folkhögskolor från 1928 samt rektor vid Sörängens folkhögskola från 1943. Hallnäs var ordförande i Bildningsförbundet för Jönköpings län och huvudman för Nässjö sparbank. Han var medarbetare i Studiekamraten och riddare av Nordstjärneorden. Sallnäs viliar på Löts kyrkogård på Öland.